# Wąsosz Drugi
Wąsosz Drugi – wieś w latach 1980–2002 w Polsce, położona do 1998 w województwie łomżyńskim, w gminie Wąsosz, od 1999 w województwie podlaskim, w powiecie grajewskim, w gminie Wąsosz.

## Toponimia
Urzędowa nazwa Wąsosz Drugi dla wsi poświadczona już w 1973, urzędowo weszła w życie dopiero 30 października 1980, kiedy wieś wydzielono adekwatnie do równobrzmiącego sołectwa ze zlikwidowanej jako osobna miejscowość wsi Wąsosz, a 1 stycznia 2003 zlikwidowana jako osobna miejscowość i wraz z Wąsoszem Pierwszym konstytuująca na nowo powstałą wieś Wąsosz. W obrębie wsi (53°31′ N, 22°19′ E) funkcjonowały w 1973 łąki: Dzialiki, Klekotki i Palestyna oraz pola: Borowa i Ulaski.